# Dienerella spinigera
Dienerella spinigera es una especie de coleóptero de la familia Latridiidae.

## Distribución geográfica
Habita en Brasil.